# Michael Soostmeyer
Michael Soostmeyer (* 23. März 1943; † 29. März 2002 in Bottrop) war ein deutscher Sachunterrichtsdidaktiker und Professor an der Universität-Gesamthochschule Essen, der sich wissenschaftlich vor allem mit dem physikalischen Sachunterricht beschäftigte. Dabei entwickelte er wesentlich das Konzept problemorientierten Sachunterrichts und transferierte das auf Martin Wagenschein zurückzuführende genetische Lehren und Lernen konzeptionell auf den Sachunterricht.

## Leben
Nach dem Schulabschluss absolvierte er eine Lehre als Maschinenschlosser und arbeitete als Technischer Zeichner bei Konstruktionsaufgaben. Neben der Berufstätigkeit erlangte er auf dem zweiten Bildungsweg den Realschulabschluss und schließlich die Studienberechtigung. Er schloss 1971 ein Lehramtsstudium an der PH Essen für Grund- und Hauptschulen mit dem Schwerpunktfach Physik ab. Darauf folgte eine kurze Zeit als Lehrer an der Schule. Anschließend wurde er Assistent bei Josef Saxler, nahm Aufbaustudien in Erziehungswissenschaft auf und schloss sie 1973 mit dem Diplom ab. Den Titel Dr.  paed. erlangte er im Jahre 1977 mit einer Schrift zum entdeckenden und forschenden Lernen. Seine Habilitation wurde von den Gutachtern Franz-Josef Wehnes (* 1926, ab 1972 ordentlicher Professor an der Universität und Gesamthochschule Essen) und Josef Saxler begleitet und erfolgte in Essen im Jahre 1982. Er wirkte an dieser Universität seit 1984 als Professor auf dem Lehrstuhl für Didaktik des Sachunterrichts in der Arbeitsgruppe für Didaktik der Physik und widmete sich dabei in besonderem Maße dem problemorientierten Sachunterricht. Er war zusammen mit den Hochschullehrern Gramm, Haupt und Rappinger an der Forschungsgruppe Sachunterricht beteiligt und entwickelte in dieser diskursiv neue Konzeptionen für den Sachunterricht. Unter anderem wurde das später preisgekrönte Theaterprojekt Kinder spielen Theater entwickelt, bei dem es um fächerverbindenden Sachunterricht ging. Somit kann Soostmeyer auch zu den Mitbegründern ästhetischer Zugangsweisen im Sachunterricht gezählt werden. Soostmeyer hatte schon früh Kooperationen mit japanischen Wissenschaftlern, insbesondere mit Nobuyuki Harada von der japanischen Gesellschaft für Lebenskunde, was dem Sachunterricht für das 1. und 2. Schuljahr entspricht. Im Jahre 2002 verstarb Soostmeyer, nachdem sein wichtiges Werk Genetischer Sachunterricht gerade im Schneider Verlag erschienen war.

## Leistungen
Soostmeyers wissenschaftliches Vorbild war Martin Wagenschein, dessen Ansatz des genetisch-sokratisch-exemplarischen Lehrens in all seinen theoretischen Entwürfen und praktischen Beispielen durchscheint. In diesem Sinne war für ihn Handlungsorientierung des Sachunterrichts immer auch Denkerziehung. Er entwickelte diesen Ansatz produktiv für den Sachunterricht weiter und integrierte dabei auch das Gedankengut Deweys, das in seinen Werken zum erfahrungsorientierten Sachunterricht besonders sichtbar ist. Seine fünf Schritte des problemorientierten Sachunterrichts sind wichtige Präzisierungen Deweys für die Didaktik des Sachunterrichts. Er gestaltete das Konzept problemorientierten Sachunterrichts theoretisch und praktisch in vielen Aspekten weiter. Dabei war ihm die systematisierende Weiterentwicklung des spontanen kindlichen Neugierverhaltens besonders wichtig. In späteren wissenschaftlichen Beiträgen – wie im Lexikon Sachunterricht – orientierte er sich als einer der ersten in der Didaktik des Sachunterrichts am konzeptionellen Ansatz konstruktivistischen Sachunterrichts.

## Ausgewählte Werke
- Das entdeckende und forschende Lernen als Ansatzpunkt einer Didaktik der Denkerziehung im Sachunterricht der Grundschule – Fachperspektive Physik. Versuch einer Grundlegung. Dissertation, Universität-Gesamthochschule Essen 1977.
- Problemorientiertes Lernen im Sachunterricht. Schöningh-Verlag, Paderborn 1978.
- als Hrsg.: Erfahrungserschließung in Sachbegegnung. Universität Essen, Essen 1988.
- mit Ewald Kurowski: Kommentar zum Lehrplan Sachunterricht. Agentur Dieck, Heinsberg 1986.
- Zur Sache Sachunterricht. Lang-Verlag, Frankfurt, Bern, New York, Paris 1988; 3. veränderte Auflage 1999.
- Genetischer Sachunterricht. Schneider Verlag, Baltmannsweiler 2002.
- Das Zusammenleben im Sachunterricht als Grundlage wissenschaftsverständigen Lernens. In: R. Lauterbach, W. Köhnlein u. a.: Dimensionen des Zusammenlebens. Kiel 1993, S. 197–219.
- Exemplarisch, sokratisch und genetisch lehren! Zum Tode Wagenscheins. In: Pädagogische Rundschau. Bd. 42 (1988), H. 6, S. 723–730.
- Autopoiese. In:  Astrid Kaiser (Hrsg.): Lexikon Sachunterricht. Schneider-Verlag, Baltmannsweiler 1997, S. 16.
- Einwurzelung. In: Astrid Kaiser (Hrsg.): Lexikon Sachunterricht. Schneider-Verlag, Baltmannsweiler 1997, S. 34
- Fragen. In: Astrid Kaiser (Hrsg.): Lexikon Sachunterricht. Schneider-Verlag, Baltmannsweiler 1997, S. 58
- Genetisches Lernen. In: Astrid Kaiser (Hrsg.): Lexikon Sachunterricht. Schneider-Verlag, Baltmannsweiler 1997, S. 68.
- Lernen durch Entdecken. Warum werden die Wände über den Heizungen dunkel? In: Marlies Hempel: Lernwege der Kinder. Baltmannsweiler 1999, S. 102–131.
- Lernen durch Erfahren, experimentieren und Sprechen. In: Diethard Cech u. a. (Hrsg.): Die Aktualität der Pädagogik Martin Wagenscheins für den Sachunterricht. Klinkhardt, Bad Heilbronn 2001.
- Energie – eine Einführung für den Grundschulunterricht. In: Sache – Wort – Zahl, 29. Jg., Nr. 39, 2001, S. 4–9.